# La Chapelle-du-Bois-des-Faulx
Pour les articles homonymes, voir La Chapelle-du-Bois (homonymie), La Chapelle et Faulx (homonymie).
La Chapelle-du-Bois-des-Faulx est une commune française située dans le département de l'Eure, en région Normandie.

## Géographie

### Localisation
Commune située dans l'aire urbaine d'Évreux
Voisine des communes de Normanville et d'Aviron.
Une des plus grandes villes à proximité de La Chapelle-du-Bois-des-Faulx est la ville d'Évreux, située au sud de la commune à 14 km.
| La Vacherie |                               | Heudreville-sur-Eure |
| Émalleville | La Chapelle-du-Bois-des-Faulx |                      |
|             | Le Boulay-Morin               | Irreville            |

### Hydrographie
La commune est située dans le bassin Seine-Normandie. Elle n'est drainée par aucun cours d'eau,.

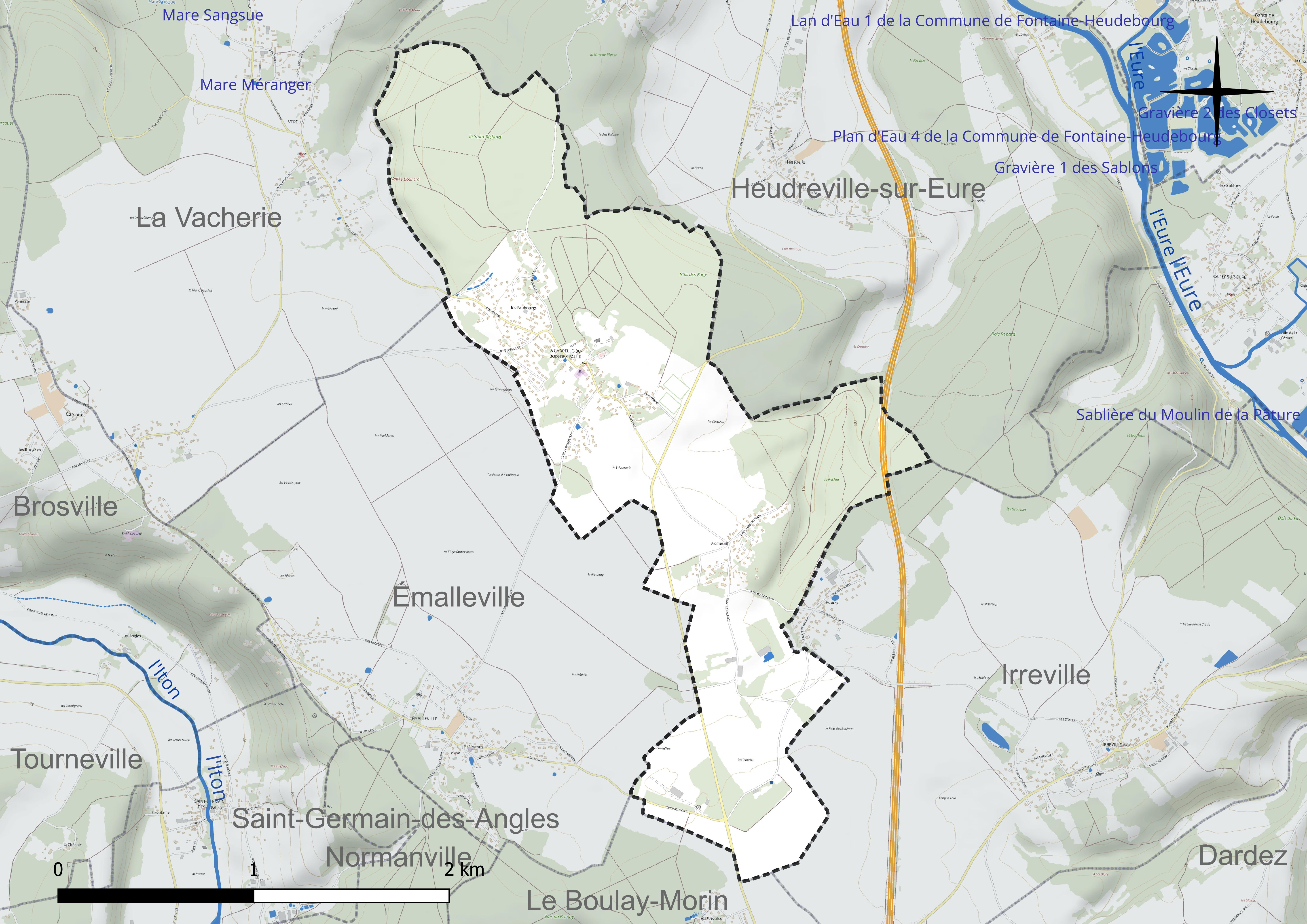
Réseau hydrographique de la Chapelle-du-Bois-des-Faulx.

### Climat
Pour des articles plus généraux, voir Climat de la Normandie et Climat de l'Eure.
En 2010, le climat de la commune est de type climat océanique dégradé des plaines du Centre et du Nord, selon une étude du CNRS s'appuyant sur une série de données couvrant la période 1971-2000. En 2020, Météo-France publie une typologie des climats de la France métropolitaine dans laquelle la commune est exposée à un climat océanique et est dans la région climatique  Côtes de la Manche orientale, caractérisée par un faible ensoleillement (1 550 h/an) ; forte humidité de l’air (plus de 20 h/jour avec humidité relative > 80 % en hiver), vents forts fréquents. Parallèlement le GIEC normand, un groupe régional d’experts sur le climat, différencie quant à lui, dans une étude de 2020, trois grands types de climats pour la région Normandie, nuancés à une échelle plus fine par les facteurs géographiques locaux. La commune est, selon ce zonage, exposée à un « climat des plateaux abrités », correspondant aux plaines agricoles de l’Eure, avec une pluviométrie beaucoup plus faible que dans la plaine de Caen en raison du double effet d’abri provoqué par les collines du Bocage normand et par celles qui s’étendent sur un axe du Pays d'Auge au Perche.
Pour la période 1971-2000, la température annuelle moyenne est de 10,4 °C, avec  une amplitude thermique annuelle de 14,4 °C. Le cumul annuel moyen de précipitations est de 693 mm, avec 11,5 jours de précipitations en janvier et 8,4 jours en juillet. Pour la période 1991-2020, la température moyenne annuelle observée sur la station météorologique la plus proche, située sur la commune de Huest à 9 km à vol d'oiseau, est de 11,2 °C et le cumul annuel moyen de précipitations est de 600,6 mm,. Pour l'avenir, les paramètres climatiques de la commune estimés pour 2050 selon différents scénarios d’émission de gaz à effet de serre sont consultables sur un site dédié publié par Météo-France en novembre 2022.

## Urbanisme

### Typologie
Au 1er janvier 2024, La Chapelle-du-Bois-des-Faulx est catégorisée commune rurale à habitat dispersé, selon la nouvelle grille communale de densité à 7 niveaux définie par l'Insee en 2022.
Elle est située hors unité urbaine. Par ailleurs la commune fait partie de l'aire d'attraction d'Évreux, dont elle est une commune de la couronne,. Cette aire, qui regroupe 108 communes, est catégorisée dans les aires de 50 000 à moins de 200 000 habitants,.

### Occupation des sols
L'occupation des sols de la commune, telle qu'elle ressort de la base de données européenne d’occupation biophysique des sols Corine Land Cover (CLC), est marquée par l'importance des forêts et milieux semi-naturels (45,9 % en 2018), une proportion identique à celle de 1990 (45,9 %). La répartition détaillée en 2018 est la suivante : 
forêts (45,9 %), terres arables (43,3 %), zones urbanisées (10,8 %). L'évolution de l’occupation des sols de la commune et de ses infrastructures peut être observée sur les différentes représentations cartographiques du territoire : la carte de Cassini (XVIIIe siècle), la carte d'état-major (1820-1866) et les cartes ou photos aériennes de l'IGN pour la période actuelle (1950 à aujourd'hui).

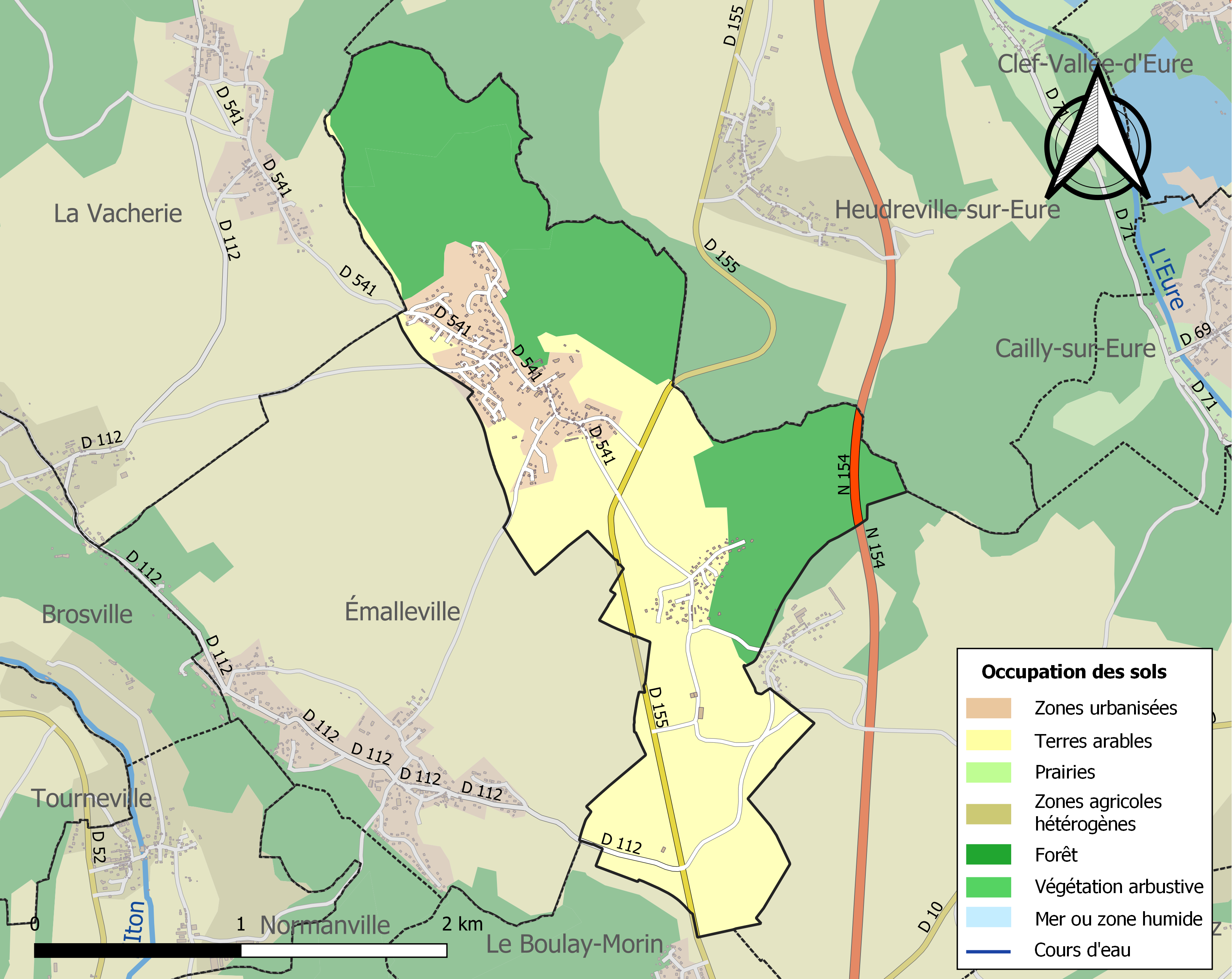
Carte des infrastructures et de l'occupation des sols de la commune en 2018 (CLC).

## Toponymie
Le nom de la localité est attesté sous la forme latinisée Nemore de fagis au XIIIe siècle, ; Nemus des Faus en 1286 (archives de l’Eure) ; Bois des Faux  (anciens titres de diverses dates, et notamment de 1483 ; charte de François de Laval) ; La Chappelle en 1548 (aveu de Nicolas de Limoges) ; La Chappelle-du-Boys-des-Faulx en 1584 (aveu de Henri de Silly) ; Chappelle-du-Bois-Faus en 1631 (Tassin, Plans et profilz) ; Chapelle-du-Bois-Faux en 1722 (Masseville).
L'élément La Chap[p]elle n'apparaît qu'au XVIe siècle (voir ci-dessus). Étant donné sa situation à la limite nord de la ligne Joret, comme en témoigne Cailly-sur-Eure à moins de 5 km à l'est à vol d'oiseau, la forme attendue devrait être *La Cap[p]elle, comme dans Capelle-les-Grands, autre commune de l'Eure située à la même latitude plus à l'ouest.
Bois est une forme francisée qui a supplantée le mot régional Bosc, qui se retrouve cependant dans le nom du lieu-dit Bosc.
Faulx représente la fixation toponymique de l’ancien français fau / fou « hêtre », resté vivant en Normandie notamment sous la forme fou. Il procède du gallo-roman FAGU, issu du latin fagus « hêtre ». La graphie actuelle, fautive, est inspirée par celle, ancienne, du mot faux « instrument aratoire servant à faucher » selon l'étymologie latine falx. Une graphie alternative ce rencontre dans le nom du lieu-dit Les Faux.

## Héraldique
|  | Les armoiries de La Chapelle-du-Bois-des-Faulx se blasonnent ainsi : Parti : au 1er d'azur à la chapelle d'argent ouverte et ajourée de sable ; au 2e d'or à la branche de hêtre feuillée de neuf pièces de sinople et fruitée de quatre pièces au naturel ; le tout sommé d'un chef de gueules chargé d'un léopard d'or armé et lampassé d'azur. Création Jean-François Binon. Adopté le 19 janvier 2015. Le léopard d'or des armoiries de La Chapelle-du-Bois-des-Faux rappelle les armoiries de la Normandie. |

## Histoire
Vestiges préhistoriques et site de l'âge du Bronze. 
Ancienne partie du domaine d'Acquigny donnée au XIIe siècle à l'abbaye de la Croix qui y fonda une chapelle. Les registres de Philippe-Auguste font état de Sanctus Nicholaus de Bosco, c'est-à-dire « Saint-Nicolas-du-Bois ». Un acte de 1286 mentionne le Bois des Faulx sous la forme Nemus des Faus.

## Politique et administration
| Période                                  | Période  | Identité                                            | Étiquette      | Qualité                  |
| ---------------------------------------- | -------- | --------------------------------------------------- | -------------- | ------------------------ |
| 1862                                     | 1870     | Vicomte Edouard de Blosville                        |                |                          |
| 1870                                     | 1872     | Stanislas Duval                                     |                |                          |
| 1872                                     | 1877     | Hippolyte-Arsène Sene                               |                |                          |
| 1877                                     | 1887     | Louis-Palmyre Lecoeur                               |                |                          |
| 1887                                     | 1891     | Stanislas Duval                                     |                |                          |
| 1892                                     | 1914     | Marie-Appolinaire Chevalier                         |                |                          |
| 1914                                     | 1924     | Vicomte Armand-Henri-Joseph de La Barre de Nanteuil |                | Retraité militaire       |
| 1925                                     | 1945     | Kléber Leroux                                       |                | Cultivateur              |
| 1945                                     | 1951     | Maurice Tinette                                     |                | Professeur d'électricité |
| 1951                                     | 1963     | Vicomte Bernard de La Barre de Nanteuil             |                | Retraité militaire       |
| 1963                                     | 1989     | Comte Henri-Marie-Joseph d'Aubigny                  |                | Cultivateur              |
| 1989                                     | 2014     | Gérard Dupard                                       | Sans étiquette | Fonctionnaire            |
| 2014                                     | 2020     | Patrick Castel                                      | Sans étiquette | Fonctionnaire            |
| 2020                                     | En cours | Christian Ronné                                     | Sans étiquette | Retraité EDF             |
| Les données manquantes sont à compléter. |          |                                                     |                |                          |

## Démographie
L'évolution du nombre d'habitants est connue à travers les recensements de la population effectués dans la commune depuis 1793. Pour les communes de moins de 10 000 habitants, une enquête de recensement portant sur toute la population est réalisée tous les cinq ans, les populations de référence des années intermédiaires étant quant à elles estimées par interpolation ou extrapolation. Pour la commune, le premier recensement exhaustif entrant dans le cadre du nouveau dispositif a été réalisé en 2007.

En 2022, la commune comptait 656 habitants, en évolution de +5,47 % par rapport à 2016 (Eure : −0,25 %, France hors Mayotte : +2,11 %).
| 1793 | 1800 | 1806 | 1821 | 1831 | 1836 | 1841 | 1846 | 1851 |
| ---- | ---- | ---- | ---- | ---- | ---- | ---- | ---- | ---- |
| 231  | 267  | 270  | 261  | 260  | 246  | 251  | 242  | 247  |

| 1856 | 1861 | 1866 | 1872 | 1876 | 1881 | 1886 | 1891 | 1896 |
| ---- | ---- | ---- | ---- | ---- | ---- | ---- | ---- | ---- |
| 222  | 190  | 174  | 162  | 155  | 145  | 148  | 164  | 155  |

| 1901 | 1906 | 1911 | 1921 | 1926 | 1931 | 1936 | 1946 | 1954 |
| ---- | ---- | ---- | ---- | ---- | ---- | ---- | ---- | ---- |
| 139  | 139  | 141  | 157  | 140  | 139  | 157  | 146  | 133  |

| 1962 | 1968 | 1975 | 1982 | 1990 | 1999 | 2006 | 2007 | 2012 |
| ---- | ---- | ---- | ---- | ---- | ---- | ---- | ---- | ---- |
| 142  | 143  | 213  | 355  | 410  | 460  | 474  | 476  | 543  |

| 2017 | 2022 | - | - | - | - | - | - | - |
| ---- | ---- | - | - | - | - | - | - | - |
| 653  | 656  | - | - | - | - | - | - | - |

## Culture locale et patrimoine

### Lieux et monuments
- Église Saint-Nicolas, élevée entre 1783 et 1785, à la veille de la Révolution de 1789, à l'emplacement d'une ancienne église (un curé est mentionné dès 1492). Elle est remarquable par son mobilier provenant de l'église Notre-Dame-de-la-Ronde d’Évreux, supprimée en 1792 : un autel de style Louis XV et un lutrin. A noter également, un statuaire des XVIe siècle et XVIIe siècle, fonts baptismaux du XVIe siècle.
- Château de la Chapelle, reconstruit entre 1870 et 1883 par la famille de La Barre de Nanteuil. Leurs descendants, la famille d'Aubigny, l'occupent toujours. Les écuries, les bâtiments de la ferme, le four à pain et le pigeonnier remontent au XVIIe siècle et XVIIIe siècle.